# Heinrich von Siegburg
Heinrich von Siegburg (zm. 8 lipca przed 1125) – biskup polski niemieckiego pochodzenia znany z nekrologu jego macierzystego konwentu w Siegburgu. 
Początkowo był kapelanem arcybiskupa Kolonii Annona. Jego pontyfikat przypadał zapewne na przełomie XI i XII wieku, jednak na jego temat nie da się nic bliżej powiedzieć. Według hipotezy Karola Maleczyńskiego, był biskupem płockim. Prawdopodobnie był jednym z dwóch biskupów złożonych z urzędu przez legata Gwalona w 1103.
Według Gerarda Labudy jest on identyczny z "opatem" Henrykiem znanym z Żywota św. Ottona z Bambergu, z którym Otto przybył do Polski w latach 80. XI wieku i który miał później zostać "arcybiskupem polskim".